# Francesco Franchini (poeta)
Francesco Franchini (in latino Franciscus Franchinus; Scigliano, 14 aprile 1500 – Roma, 1º novembre 1559) è stato un umanista, poeta e vescovo cattolico italiano.

## Biografia
Gran parte dei dati biografici riguardanti Francesco Franchini sono desunti dalle sue composizioni poetiche. Le date di nascita e di morte sono desunte dalla sepoltura nella chiesa della Trinità dei Monti; il luogo e il giorno della nascita (Scigliano, 14 aprile) sono riportati nella voce del dizionario biografico dell'Accattatis.
In un epitaffio del 1544 contenuto nella raccolta Poemata, Franchini racconta di essersi allontanato dalla Calabria da quattro lustri. Da una lettera, non datata ma scritta verosimilmente negli anni trenta del XVI secolo e indirizzata a Coriolano Martirano, si desume che sia stato un militare di professione e abbia risieduto soprattutto a Roma. Si legò ai Farnese e, al seguito di Ottavio Farnese, nel 1541 prese parte alla sfortunata spedizione di Algeri ricordata dal Franchini nell'elegia De naufragio suo. Nel 1556 Franchini, che nel frattempo aveva preso i voti minori nella diocesi di Martirano, fu creato da papa Paolo IV vescovo di Massa Marittima. Franchini non mise mai piede nella sua diocesi, «territorio paludoso e inospitale».
Franchini fu un elegante poeta in lingua latina. Per Benedetto Croce nei versi del Franchini «c'è sincerità, calore e un dire nella adottata lingua latina cose che forse nelle lingue nuove mal si dicevano», tale che «le sue elegie e i suoi epigrammi sono da leggere come appartenenti alle cose belle della lirica umanistica». A causa di suoi versi «lascivi e licenziosi», l'opera del Franchini nel 1559 fu messa all'Indice. Commenta tuttavia Benedetto Croce:
(Benedetto Croce, «Un poeta latino poco noto. Francesco Franchini», Quaderni della critica, numero 16, p. 44, 1950)

## Opere
- Francisci Franchini Cosentini poemata, Romae: typis Ioannis Honorij bibliothecae Vaticanae instauratoris, et haeredum Natalis Veneti, Cal. Sept. 1554 (Google libri)
- Francisci Franchini Cosentini ... Poemata. Manna. Heroes. Italia, Germania. Gallia. Hispania. Belgae. Elegiae. Epigrammatum libri sex, Basileae: apud Petrum Pernam, 1558